# Anià (monjo)
Anià (en llatí Anianus, en grec antic Ἀνιανός) va ser un monjo egipci que va viure al segle v i va escriure una Cronografia on seguia generalment a Eusebi, segons Jordi Sincel·le i de vegades corregia alguns errors.
És dubtós que Anià hagués superat Eusebi en precisió, i Sincel·le n'assenyala diversos errors comesos per ell.